# Dreams Less Sweet
Dreams Less Sweet är en skiva med Psychic TV från 1983. Skivan var Peter Christophersons och David Tibets sista med gruppen, och är den enda där Jhonn Balance medverkar. Utöver dessa tre medverkar ungefär femton andra musiker, däribland kompositören Andrew Poppy och den amerikanske industrimusikern Monte Cazazza. Skivan har en eklektisk ljudbild som inbegriper post-punk såväl som klassisk musik och industrimusik. Denna variation speglas också i uppsättningen instrument, som innefattar traditionella rockinstrument, elektronisk utrustning, klassiska instrument, samt tibetanska instrument som kangling och sångskål.

## Låtlista
Sida A:
1. "Hymn 23"
2. "The Orchids"
3. "Botanica"
4. "Iron Glove"
5. "Always Is Always"
6. "White Nights"
7. "Finale"
8. "Eleusis"
9. "Medmenham"
10. "Ancient Lights"
11. "Proof On Survival"

Sida B:
1. "Eden 1"
2. "Eden 2"
3. "Eden 3"
4. "Clouds Without Water"
5. "Black Moon"
6. "Silver And Gold"
7. "In The Nursery"
8. "Circle"

## Musiker
- Jhonn Balance: bas, kangling, bjällror
- Paula P-Orridge: trummor, slagverk
- Alex Fergusson: gitarr, bjällror, tamburin, röst
- Genesis P-Orridge: sång, bas, violin, emulator, trummor, kangling, bjällror
- Peter Christopherson: emulator, digitala loopar, bjällror, kyrkorgel, röst
- David Tibet: kangling, bjällror, sångskål
- Andrew Poppy: synthesizer
- Monte Cazazza: sång
- Steve Broughton: hammondorgel
- Micky Groome: harmonistämma
- Simon Limbrick: marimba, virveltrumma, slagverk
- Chris Redgate: oboe, engelskt horn
- Jessica Ilbert: oboe, engelskt horn
- Andy Calard: trumpet
- Bill Stokes: trumpet
- Dave Powel: tuba
- Jeremy Birchill: basstämma
- Anthony Scales: tenorstämma
- Rob Scales: tenorstämma
- Mark Harris: countertenorstämma
- Ken Thomas & Psychic TV: produktion